# Sabnah
Sabnah (tiếng Ả Rập: سبنة) là một ngôi làng của Syria ở huyện Al-Tall thuộc tỉnh Rif Dimashq. Theo Cục Thống kê Trung ương Syria (CBS), Sabnah có dân số 94 người trong cuộc điều tra dân số năm 2004.